# コルグ・TRINITYシリーズ

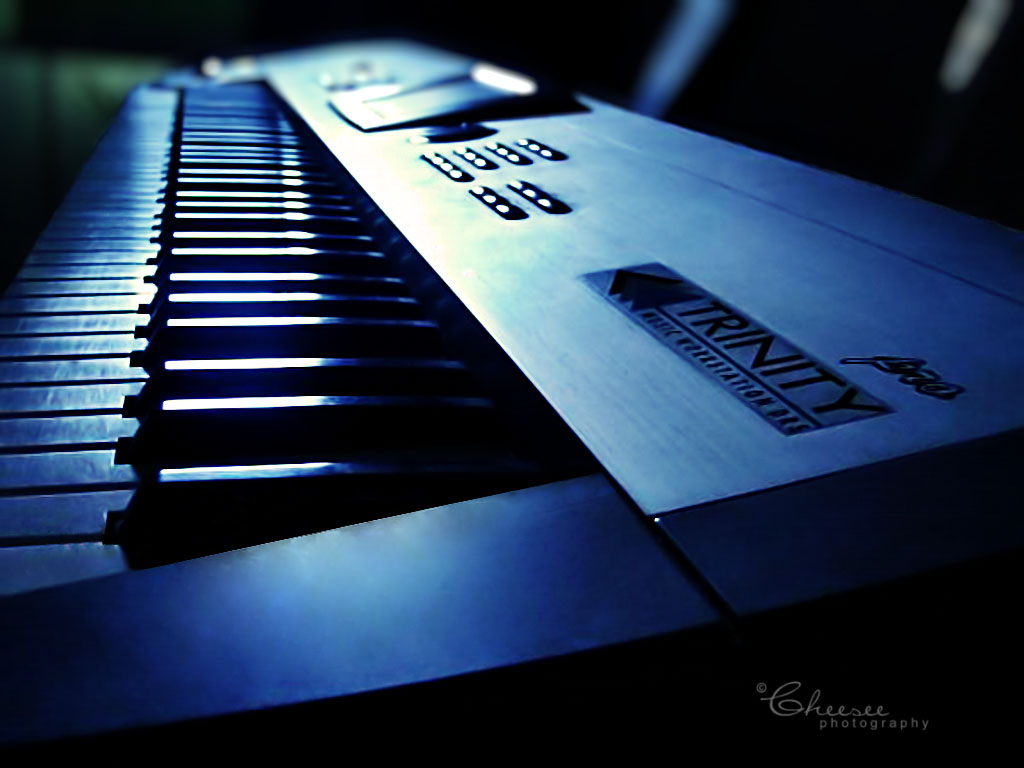
KORG TRINITY

TRINITY（トリニティ）とはコルグのシンセサイザーの型番・商品名である。

## 概要
初代モデルは1995年に発売。鍵盤数は61、76、88のバリエーションがある。鍵盤のタイプについてはFS鍵盤が61鍵と76鍵に、バランスドハンマー鍵盤が88鍵に採用されている。高機能化に伴って操作系統の利便性が図られており、タッチパネルに対応した320×240ドットの日立製液晶ディスプレイが搭載された。内蔵シーケンサーは16トラック、80,000ノート。SMF対応。
デザインの特徴として、それまでのシンセサイザーは黒が一般的だったのに対し、TRINITYではシルバーを採用したことや、当時の日本製シンセサイザーの型番・商品名はアルファベットと数字の組み合わせが多かった中で、TRINITYという意味のある言葉を型番に選んだことも、後発のシンセサイザーのネーミングに影響を与えた。ごく一部のロットを除きTRINITYロゴは背面にプリントされていない。またそれまでのワークステーションモデルと違い、ひとつの音源（PCM音源）のみでなく、他の音源（MOSS音源）を基板増設という形で、オプション搭載可能でき、その後に販売されたワークステーションシンセの構成に影響を与えた。ラインナップとして一切の増設がなされていない61鍵ノーマルモデルをベースに、モノ仕様のMOSS音源が標準装備されていた３機種…『TRINITY Plus』、76鍵の『TRINITY pro』、88鍵の『TRINITY proX』を含む計4種類が販売されていた。
ACCESS（Advanced Combined Control Synthesis System）と呼ばれるサンプリング周波数48kHz、24MByteのPCM音源を採用し、最大同時発音数32音。ただし内蔵のPCM音源に鍵盤上の演奏だけでのポルタメントはかけられず、MOSS音源が搭載されたモデルでしかこの奏法は楽しめない。この点は後継のコルグ・TRITONシリーズのPCM音源におけるシンセサイズの大きな差のひとつと言える。
いち早くパフォーマンスで使用したのは坂本龍一である。コルグ社のペーパーマガジン「PROVIEW」誌8号インタビュー記事内で「黒のボディーのってないんですか?」という彼のコメントが掲載された。これを具現化したブラックボディモデル「BK」が製作されたが、メジャーシーンで主に使ったのは小室哲哉で、皮肉にも坂本モデルではなく小室モデルと称される。坂本龍一とのライブ共演以降、小室もTRINITYをメインシンセとしていたが、globeのライブ等でこのBKモデルを使用するようになった。当時キーボード・マガジン誌の広告には、限定100台生産且つ「超大物アーティストが使用」と銘打たれつつ、61鍵ノーマルタイプ仕様のみが先行発売された。坂本のメインシンセはこの後、ヤマハ・EXシリーズ及びMOTIFシリーズへ移行していく。
派生製品も多く、キーボード・マガジン編集部と共同開発した特注モデルやTR-Rackというモジュール版も作られた。1998年には、物理モデル音源部を6音ポリに仕様変更したTRINITY V3が発売され、以前のTRINITYシリーズからV3へのアップグレードも可能となった。しかし、1999年にPCM音源部を62音ポリに増加し、TRINITY同様タッチパネルを持つTRITONの登場により、TRINITYは生産完了となった。

## OSについて
1995年発売当初、OSは「Version 1.x.x」系が搭載されていた。タッチパネル搭載のキーボードとしては斬新ではあったが、タッチ操作に対して反応が鈍い、画面切替時などの動作が遅いといった現象が散見された。コルグはこれを解消すべく、ROMの交換等といった物理的な部品交換などではなく、OSの更新プログラムを提供するという、当時としては珍しい手法で対応していった。手段のひとつとしてインターネットによるファイルの提供が行われてきた。しかしプログラム更新対応が始まった初期の頃は、日本国内で高速回線が普及しておらず、パソコンも非常に高価であったため、これに対応できないユーザーも少なくなかった。そのためユーザー登録を済ませたユーザーには、コルグより更新データが2枚1セットのフロッピーディスクに媒体化された状態で、郵送等で更新プログラムが提供された。（この頃更新後バージョンは「Version 1.2.2」等）。
その後マイナーチェンジプログラム「Version 2.x.x」系がコルグより提供され、大幅なパフォーマンス改善が図られた。2015年現在の最終バージョンは「Version 2.4.1」である。
更なる後にリリースされたV3シリーズにあっては、単なるMOSS音源６音ポリ化が実現されただけでなく、搭載されたOSが「Version 3.x.x」系であったことに由来した。また後述のオプション「Moss-Tri」を作動させるには、このバージョンがインストールされていることが必須となる。ちなみに「Solo-Tri」は「Version 3.x.x」系では認識～作動せず、同様に「Moss-Tri」は「Version 2.x.x」系では認識～作動しない。V3シリーズにおける、2015年現在の最終バージョンは「Version 3.1.2」である。
補足ながら、ノーマルタイプモデル（俗にいう無印モデル）には、どちらのOSもインストール可能である。
2015年現在、各最終バージョンのOSプログラムは、コルグの日本サイトにはアップされていない。

## TRINITYシリーズ
TRINITY
61鍵モデル。1995年4月1日から定価が270000円
TRINITY plus
61鍵モデル。ソロ・シンセサイザーオプション（Solo-TRI）標準装備。
TRINITY pro
76鍵モデル。ソロ・シンセサイザーオプション（Solo-TRI）標準装備。
TRINITY pro X
88鍵モデル。ソロ・シンセサイザーオプション（Solo-TRI）、ハードディスクレコーダーオプション（HDR-TRI）標準装備。543MBのハードディスク内蔵。
TR-Rack
1Uフルラックサイズの音源モジュール。8Mbytesの新規PCMも追加されているが、タッチパネルやMOSS音源の搭載は省略されている。また付属のソフトウェアSoundDiverによってすべてのパラメータコントロールが可能になっている。
TRINITY BK　（このモデルより搭載されている制御基板が「KLM-1820B」から「KLM-1820C」に変更される）
上記無印TRINITYのボディーカラーを黒にした限定モデル。61鍵モデル。発売当初はこのノーマルモデル以外の他のオプションを搭載したモデルを発売するセールスアピールは行われなかった。
TRINITY plus BK
TRINITY plusのボディーカラーを黒にした限定モデル。61鍵モデル。
TRINITY pro BK
TRINITY proのボディーカラーを黒にした限定モデル。76鍵モデル。
TRINITY V3　（このモデルより搭載されているフロッピーディスクドライブが、ゴムベルト回転駆動式からダイレクトドライブタイプに変更される。）
上記TRINITY plusのDSP音源（MOSS）をZ1直系の6ボイス仕様に変更したモデル。61鍵モデル。
TRINITY pro V3
上記TRINITY proのDSP音源（MOSS）をZ1直系の6ボイス仕様に変更したモデル。76鍵モデル。
TRINITY pro X V3
上記TRINITY pro XのDSP音源（MOSS）をZ1直系の6ボイス仕様に変更したモデル。88鍵モデル。
TRINITY plus HDR
ハードディスクレコーダー（HDR-TRI）、プレイバックサンプラー/フラッシュROM（PBS-TRI）、SCSI（SCSI-TRI）、デジタルI/F（DI-TRI）のオプションボードすべてを標準装備した限定モデル。
TRINITY ProX HD
ハードディスクレコーダー（HDR-TRI）、プレイバックサンプラー/フラッシュROM（PBS-TRI）、SCSI（SCSI-TRI）、デジタルI/F（DI-TRI）のオプションボードすべてを標準装備し、543MBハードディスクも内蔵したモデル。
TRINITYキーボードマガジンエディション
キーボードマガジン誌作成の64コンビネーションプログラムを搭載した限定モデル。

## オプション
それぞれのオプションを搭載すると、電源投入時の起動画面にロゴが表示される等、変化がある。
HDR-TRI
ハードディスクレコーダーオプション。SCSI端子を装備し、ここに最大7台のハードディスクを接続することによりサンプリング周波数48kHz、16bitでのハードディスクレコーディングを可能にする。S/P DIFデジタル端子装備。
SCSI-TRI
SCSIオプション。SCSI端子を装備し、外部ハードディスクにデータを保存できる。
DI-TRI
デジタルI/Fオプション。a-datデジタル端子を装備する。
PBS-TRI
プレイバックサンプラー/フラッシュROMオプション。8Mbytesのフラッシュメモリーを装備、サンプラー機能を追加する。専用ライブラリ−の他AKAI S1000フォーマットに対応。これを搭載することで、音色のメモリバンクは従来のＡ～Ｂバンクに加えて、Ｃ～Ｄバンクが追加（計512音色となる）、Mバンクも64音色から128音色へ追加される。
Solo-TRI
ソロ・シンセサイザーオプション。コルグ・Prophecyと同等のMOSS音源を装備する。なおPBS-TRI及びMOSS音源の基板の取り付けには、専用のブラケット金具が必要である。（無印モデルには、この金具はとりつけられていない。）
MOSS-TRI
MOSSシンセサイザーオプション。V3シリーズには標準搭載されている。Solo-TRIによるMOSS音源の同時発音数は1ボイスだけだが、こちらは同時に6ボイスまで発音可能。但し基板は全く違うパターンであり、単に（「Solo-Tri」×６）という構成ではない。プリセットサウンドも全く違い、取り扱えるパラメーターも差異がある。故に「Solo-Tri」搭載のMバンク音色データはV3シリーズでは認識させることができず、これを嫌うユーザーは、旧シリーズとV3シリーズ双方を保有する。旧シリーズをV3仕様化するには「Solo-Tri」基板を撤去して「Moss-Tri」基板を搭載し直した後、OSを「Version 3.x.x」系に書き換える必要がある。また後に発売された「EXB-MOSS」とも基板のパターンに差異がある。